# Памятник Шолом-Алейхему (Нетания)
Памятник Шолом-Алейхему — монумент, установленный в честь великого еврейского писателя Шолом-Алейхема (Соломона (Шолома) Наумовича Рабиновича) на бульваре Шолом-Алейхема в г. Нетания, Израиль.

## История
Разработал и создал памятник израильский скульптор Сегал Лев Ионтелевич. Сначала он выполнил в бронзе (60 см) скульптуру Шолом-Алейхема, которая демонстрировалась на многочисленных выставках, добиваясь одобрения установки и финансирования памятника. Спустя почти 20 лет сбылась мечта скульптора: Лев Сегал победил в конкурсе проектов на создание памятника Шолом-Алейхему и, благодаря поддержке мэра города Мирьям Файерберг-Икар, 19 июля 2012 г. состоялось торжественное открытие памятника на Бульваре Шолом-Алейхема в Нетании. Около памятника — текст, который специально написала внучка Шолом-Алейхема — писательница Бел Кауфман и попросила разместить его рядом со скульптурной фигурой деда.

## Описание памятника
Памятник Шолом-Алейхему высотой в 3 м отлит из бронзы. Классик еврейской литературы изображен в сюртуке, пенсне, галстуке, с пером и книжечкой в правой руке; левая рука со шляпой поднята над головой в знак приветствия («Мир вам!» — на евр. «Шолом алейхем!»). При этом Шолом-Алейхем выглядит совсем не солидным, восседая на козе, непременным атрибутом картинок еврейского быта. Он как бы летит над местечком, описывая жизнь его обитателей, а сама козочка, повернув голову, наблюдает за этим творческим процессом. Такое образное решение памятника отмечено теплотой и удивительным чувством юмора, так характерным для самого писателя. Рядом с памятником — бронзовая табличка с текстом на английском и иврит: « Шолом Алехем Выдающийся писатель на идиш, душа еврейского народа 1859—1916».